# Hoste (Eslováquia)
Hoste (em alemão: Gest; em húngaro: Kisgeszt) é um município da Eslováquia, situado no distrito de Galanta, na região de Trnava. Tem 4,48 km² de área e sua população em 2018 foi estimada em 450 habitantes.

## Demografia
| Ano:        | 1994 | 2004   | 2014   | 2024    |
| ----------- | ---- | ------ | ------ | ------- |
| Broj ljudi: | 496  | 504    | 486    | 431     |
| Razlika:    |      | +1,61% | -3,57% | -11,31% |

| Ano:               | 2023 | 2024   |
| ------------------ | ---- | ------ |
| Número de pessoas: | 432  | 431    |
| Diferença:         |      | -0,23% |